# Apenina
Los apeninos (Apenina) son una subtribu de coleópteros adéfagos  perteneciente a la familia Carabidae.

## Géneros
Tiene los siguientes géneros:
- Apenes LeConte, 1851
- Cymindoidea Laporte, 1833
- Habutarus Ball & Hilchie, 1983
- Platytarus Fairmaire, 1850
- Trymosternus Chaudoir, 1873